# LE-5A
LE-5Aは、宇宙開発事業団（NASDA）が航空宇宙技術研究所（NAL）や三菱重工業（MHI）、石川島播磨重工業（IHI）と共に開発したロケットエンジンである。

## 概要
H-IIロケットの第2段用のエンジンとして1986年から1991年まで開発が行われ、H-IIロケット8号機以外のH-IIロケットで用いられた。H-IIロケット5号機においては、燃焼が早期に終了する不具合が発生した。
艤装及び燃焼器の製造はMHI、ターボポンプの製造はIHIが担当した。

## 構造
LE-5Aエンジンは酸化剤に液体酸素を、燃料に液体水素を使用している。エンジンの燃焼サイクルはエキスパンダブリードサイクルを採用しており、本機は世界初のエキスパンダーブリードサイクルエンジンであった。これはLE-5エンジンの始動時に使用したクーラントブリードサイクルを、RL-10等で採用されているエキスパンダーサイクルと統合・発展させた燃焼サイクルであり、これによって燃焼効率と信頼性が高められた。LE-5Bで用いられる燃焼室のみで吸熱を行う方式との差別化のため、燃焼室とノズルで吸熱を行うことから「ノズルエキスパンダブリードサイクル」という名称が用いられることもある。ガスジェネレータが不要となり、構造も単純化したことで、コストの低減と信頼性の向上が実現された。
燃焼器はLE-5と同様に純ニッケル管をろう付けした管構造燃焼器であり、外筒によって燃焼室の耐圧性を確保している。

## 主要諸元
|                             | LE-5                     | LE-5A                                               | LE-5B                                                 |
| --------------------------- | ------------------------ | --------------------------------------------------- | ----------------------------------------------------- |
| 燃焼サイクル                | ガスジェネレータサイクル | エキスパンダブリードサイクル （ノズルエキスパンダ） | エキスパンダブリードサイクル （チャンバエキスパンダ） |
| 真空中推力 kN               | 102.9（10.5 tf）         | 121.5（12.4 tf）                                    | 137.2（14 tf）                                        |
| 混合比                      | 5.5                      | 5                                                   | 5                                                     |
| 膨張比                      | 140                      | 130                                                 | 110                                                   |
| 真空中比推力 s              | 450                      | 452                                                 | 447                                                   |
| 燃焼圧力 MPa                | 3.65                     | 3.98                                                | 3.58                                                  |
| LH2ターボポンプ回転数 min-1 | 50,000                   | 51,000                                              | 52,000                                                |
| LOXターボポンプ回転数 min-1 | 16,000                   | 17,000                                              | 18,000                                                |
| 全長 m                      | 2.68                     | 2.69                                                | 2.79                                                  |
| 質量 kg                     | 255                      | 248                                                 | 285                                                   |

## 不具合
H-IIロケット5号機において、第2段第2回燃焼開始後47秒で燃焼が終了するという不具合が発生した。フライトデータの分析から第2回燃焼開始後41秒で燃焼ガスの漏洩が発生、42秒以降に横方向に40kgfの推力を発生する漏洩に拡大し、47秒でエンジンが停止したことが確認された。このデータからエンジン早期停止の原因は漏洩ガスがエンジンコントロールボックスの電源配線を焼損し断線したためだと推定された。
漏洩は燃焼器下方の低圧部に設けられた軽量化穴部付近の構造から発生したと推定されており、管構造のろう付けが内面のみであることや、外筒冷却管間のろう付け範囲が不十分であること、領収燃焼試験時に漏洩点検治具を外さずに低圧燃焼試験を行った人為的ミスという3つの複合的要因によって引き起こされたものであると結論付けられた。また、後に製造されたもの程ろう付け量が少なくなっていたことも指摘されている。
対策としては燃焼器構造の管構造から溝構造への変更や、ろう付け工程の改善と検査手法の改善、人為的ミス低減のための識別タグの導入等が提案され、以降はLE-5Bに統一された。

## 備考
H-Iロケットが順調に成功し、H-IIロケットの開発が進められていた1986年、マクドネル・ダグラス（MD）社から次期デルタロケットの第2段用としてLE-5購入の申し入れがあった。この時は契約に至らなかったが、1989年末から1990年代初頭に再び表面化、LE-5Aを含めたH-IIロケット第2段をデルタIIIロケットの第2段として使用するため合計40機程購入したいとする打診があった。
しかし内閣法制局は、偵察衛星・GPS衛星等の軍事行動に関わる衛星の打ち上げに用いられる可能性があることから「宇宙の平和利用の原則」の日本政府解釈に反するという判断を下した。この間に産業界からは様々な努力と調整が行われたが、結局MD社側の期限に間に合わず時間切れとなり、輸出されることはなかった。その後、1995年にLE-5A調達に失敗したMD社は第2段エンジンにRL-10を採用し、同ロケット第1段及び第2段の燃料タンクをMHIから輸入すると同時に、H-IIAロケット第2段用液体水素タンクドーム及び液体酸素タンクをMHIへ輸出する契約を締結した。